# Charles-Louis Hanssens (junior)
Charles-Louis Hanssens (Gant, 12 de juliol de 1802 - Brussel·les, 8 d'abril de 1871) fou un músic belga.
Fou membre de l'Acadèmia Reial Belga on entre d'altres alumnes tingué a Pierre François Riga. Va escriure pel teatre: l'òpera Le siège de Calais (1861), i diversos ballets, com Sylla; Le 5 Juillet; Valentine; Un dimanche à Pontoise; Le conscrit; L'enchanteresse; Mayeme; Gargantua; Pizarre; Le Paradis de Diable, etc.
A més, va compondre, simfonies, obertures, fantasies, misses, etc.
Era nebot del compositor i director d'orquestra del mateix nom Charles-Louis Hanssens.